# Kimberley Santos
Kimberley Santos là Á hậu 1 Hoa hậu Thế giới 1980 nhưng sau khi Hoa hậu Thế giới chính thức là Gabriella Brum từ bỏ danh hiệu sau khi đăng quang, cô đã lên thay và trở thành Hoa hậu Thế giới thứ 30 trong lịch sử của cuộc thi.
| Tứ đại Hoa hậu (1980)           | Tứ đại Hoa hậu (1980)             | Tứ đại Hoa hậu (1980)                | Tứ đại Hoa hậu (1980)     |
| ------------------------------- | --------------------------------- | ------------------------------------ | ------------------------- |
| Hoa hậu Hoàn vũ Shawn Weatherly | Hoa hậu Thế giới Kimberley Santos | Hoa hậu Quốc tế Lorna Marlene Chavez | Hoa hậu Trái đất không có |